# J'aime la vie
J'aime la vie (з фр. — Я люблю життя) — пісня французької співачки Сандри Кім. Ця пісня представляла Бельгію на Євробаченні 1986, ставши переможцем Євробачення того року.

## Євробачення
Пісня виступила 13 на конкурсі між Ірландією та Німеччиною. Пісня виграла конкурс, що зробило Сандру Кім наймолодшим переможцем Євробачення за всю історію, бо на момент виступу їй було всього 13 років.